# Дар напрасный, дар случайный
«Дар напрасный, дар случайный» — стихотворение Александра Пушкина, датированное его двадцать девятым днём рождения, 26 мая 1828 года. Посвящённое проблеме поиска смысла жизни и исполненное пессимизма, переходящего в отрицание Бога, оно положило начало стихотворному диспуту с митрополитом Филаретом.

## Предыстория
Пушкин написал это стихотворение на фоне жизненного кризиса, сложных отношений как с властью, так и обществом. С одной стороны, он находился под полицейским надзором, Третье отделение вменяло ему святотатство в связи с его ранней антиклерикальной поэмой «Гавриилиада» и связь с заговорщиками-декабристами, которая была прочитана между строк элегии «Андрей Шенье», с другой — общество отвернулось от него из-за «Стансов» («В надежде славы и добра») и последовавшим вслед за ними стихотворением «Друзьям» («Нет, я не льстец»), увидело в них лишь попытку угодить трону, но не то, что поэт попытался ставить в пример молодому императору Николаю его предка Петра, который был «То академик, то герой, то мореплаватель, то плотник». Не сделала жизнь Пушкина приятней и ссора с Анной Олениной, ответившей отказом на его сватовство.
В 1827 году Пушкин написал «Три ключа» («В степи мирской, печальной и безбрежной») где, пока ещё в аллегорической форме, заговорил о притягательности смерти, «ключа забвения». Наконец, 19 мая 1828 года появилось его «Воспоминание», связанное с «Даром» не только темой и настроением, но и звучанием, используемой лексикой. Кульминацией подобного настроения поэта и стал «Дар напрасный, дар случайный».

## Написание и издание
Впервые «Дар…» опубликован в альманахе «Северные цветы» на 1830 год. Автографа стихотворения не сохранилось, в 1899 году в качестве такового экспонировалась и воспроизводилась копия, сделанная, вероятно, Елизаветой Хитрово. Первое упоминание в сохранившихся собственноручных записях Пушкина находится в списке предназначенных к печати стихотворений, составленном в конце мая — начале июня 1828 года, где оно фигурирует под своим первым названием «На день рождения».
Стихотворение действительно датировано днём рождения поэта — 26 мая 1828 года, Пушкину исполнилось в этот день двадцать девять лет. Эту дату подтверждает собственноручная пометка Пушкина на рукописной копии и эпиграф в напечатанном тексте. Такая точность датировки для Пушкина достаточно необычна.

## Особенности стилистики
Дар напрасный, дар случайный,

Жизнь, зачем ты мне дана?

Иль зачем судьбою тайной

Ты на казнь осуждена?

Кто меня враждебной властью

Из ничтожества воззвал,

Душу мне наполнил страстью,

Ум сомненьем взволновал?..

Цели нет передо мною:

Сердце пусто, празден ум,

И томит меня тоскою

Однозвучный жизни шум.
Хотя стихотворение входит в число глубоких философских произведений Пушкина, обращённых на понимание самой сути бытия, и тематически близко поэзии любомудров, его отличают кажущаяся стилистическая простота и обыденность, отсутствие метафизических построений. Мы видим свободно льющуюся мысль поэта, не скованную какими-либо догмами и показанную прямо в процессе её рождения.
Это одно из стихотворений Пушкина, написанное не ямбом, а четырёхстопным хореем — «народным», «песенным» размером. При том, что в своём раннем творчестве Александр Сергеевич обращался к такому размеру, чтобы воспеть любовь, вино, дружбу и прочие радости бытия, он после 1822 года зачастую пишет хореем тревожные, грустно-медитативные стихи. Если в стихотворении 1825 года «Если жизнь тебя обманет» ещё присутствует оптимистичный финал, то в стихотворении «Дар напрасный…» это далеко не так.
Юрий Лотман отметил важность повторения слова «дар» в первой строке, хотя, с точки зрения стихотворного размера, вполне можно было бы написать «дар напрасный и случайный». Совпадение влечёт за собой выделение, структурную активацию, несовпадающей части: в данном случае — слов «напрасный» и «случайный», которые образуют контрастную пару и становятся смысловым центром произведения.
Валентин Непомнящий обратил внимание на звукопись стихотворения: «дАр — нАпрАсный — дАр — случАйный — дАнА — тАйной — осужденА — менЯ — влАстью — воззвАл — стрАстью — взволновАл — мнОЮ — пУстО — Ум — тоскОЮ — ОднОзвУчный — шУм…», охарактеризовав её как «стон и плач».

## Философия стихотворения
В этом, самом мрачном и безнадёжном у Пушкина стихотворении художественный образ жизни как дара свыше соседствует с образами бесцельности, однообразия и тоски. Характерно, что прилагательное «однозвучный», которым автор характеризует «шум» да и само течение жизни, встречается в его стихах лишь трижды: один раз до 1828 года, в стихотворении 1825 года «Зимний вечер» («Буря мглою небо кроет»), и один раз после — в 1830 году в «Стихах, сочинённых ночью во время бессонницы» («Я понять тебя хочу, Смысла я в тебе ищу»). Все они близки друг к другу по настроению.
Написанные в том же 1828 году неделей раньше «Воспоминание» («Когда для смертного умолкнет шумный день») и, несколько позднее, «Предчувствие» («Снова тучи надо мною») образуют вместе с «Даром напрасным…» своего рода трилогию или «психологический цикл». В качестве продолжения подобной философско-пессимистической тематики у Пушкина можно назвать стихотворение 1830 года «Бесы» («Сколько их! куда их гонят?»). Однако ни в одном из вышеназванных стихотворений нет такой глубины безысходности.
Если в «Трёх ключах» Пушкин написал, что слаще умереть, чем жить, то тут — что лучше бы ему вообще не родиться, в «Воспоминании» он отрицает своё прошлое, а тут — также настоящее и будущее. Автор ищет какой-либо смысл жизни, но его потребность в познании истины остаётся тщетной. И поскольку цель бытия не ясна или отсутствует, любое приложение сил, ума или страсти кажутся бесплодными. Человек оказывается противопоставленным враждебному и непознаваемому миру и действующим в нём непонятным силам. Лев Лосев сравнил отношение Пушкина к жизни как к случайному и напрасному страшному дару с этикой экзистенциализма.
«Дар напрасный» нередко рассматривают в оппозиции с написанным двумя годами ранее «Пророком». Если первое по времени написания стихотворение говорит, причём высоким языком религии, о предназначении поэта, даре, ниспосланном ему свыше, второе же, напротив, утверждает тщету человеческого бытия. Впрочем, если рассматривать «Пророка» пусть как и свидетельство некоторого духовного преображения, но не в буквально религиозном смысле, то противоречие не настолько велико. Т. В. Седакова обращает внимание на то, что концовка «Дара…» по сути — возвращение к состоянию той «духовной жажды… в пустыне», с которой начинается «Пророк».

## С точки зрения религии
Не напрасно, не случайно

Жизнь от Бога нам дана,

Не без воли Бога тайной

И на казнь осуждена.

Сам я своенравной властью

Зло из тёмных бездн воззвал,

Сам наполнил душу страстью,

Ум сомненьем взволновал.

Вспомнись мне, забвенный мною!

Просияй сквозь сумрак дум, –

И созиждется Тобою

Сердце чисто, светел ум.
…Я лил потоки слёз нежданных,

И ранам совести моей

Твоих речей благоуханных

Отраден чистый был елей.

И ныне с высоты духовной

Мне руку простираешь ты,

И силой кроткой и любовной

Смиряешь буйные мечты.

Твоим огнём душа палима

Отвергла мрак земных сует,

И внемлет арфе серафима

В священном ужасе поэт.
В «Даре напрасном…» агностицизм Пушкина (который он неоднократно выражал в своём творчестве и личной переписке) тот самый наполненный сомнением ум, о котором он пишет и в этом стихотворении, достиг уровня прямого богоборчества, отчаянного вызова небу, особенно проявляющегося в строчках:
Кто меня враждебной властью

Из ничтожества воззвал.
Михаил Мурьянов, пытаясь истолковать эти строки с ортодоксальных позиций, предположил, что вызов Пушкина обращён не к Богу, но к дьяволу.
Ещё в 60-х годах XX века советский критик Дмитрий Благой обратил внимание на параллель между вызовом, который бросает высшим силам Пушкин, с сюжетом ветхозаветной Книги Иова, находя прямые отсылки к ней в тексте стихотворения. Дмитрий Благой акцентирует внимание на том, что ещё с 1823—1824 годов Библия всерьёз заинтересовала Пушкина, и её чтение становится одним из источников творчества поэта.
Пушкин, написав «Дар…» в свой день рождения, 26 мая, как и Иов, «проклял день свой», ни тот, ни другой не видит в жизни смысла («на что дан свет человеку, которого путь закрыт и которого Бог окружил мраком?»). Даже чувство враждебности Творца отчётливо звучит уже в мольбе Иова («Сколько у меня пороков и грехов? Покажи мне беззаконие мое и грех мой. Для чего скрываешь лице Твое и считаешь меня врагом Тебе?»). На существование последней из параллелей было указано Ириной Сурат.
Однако Пушкин, в отличие от библейского персонажа, не чувствовал себя праведником, в своём стихотворении он не проявляет никакого смирения, нет там ни покаяния, ни, собственно, веры. Если в финале Книги Иова Бог отвечает на отчаянные призывы праведника, Пушкин видит перед собой «однозвучную» тоску жизненного пути, лишённого цели. В последней строфе стихотворения поэт обращён уже не к небу, но замкнут в плоскости сугубо человеческих, мирских переживаний.

## Ответ митрополита Филарета
На стихотворение обратил внимание митрополит Московский и Коломенский Филарет, написав на него стихотворный ответ-наставление, который, по-видимому, был передан Пушкину через Елизавету Хитрово, которая, по свидетельству Петра Бартенева, сама и познакомила митрополита со стихотворением Пушкина.
Ответ Филарета (который М. Г. Альтшуллер оценил как слабый с точки зрения поэзии) написан от лица самого Пушкина, с использованием его строк, рифм и общего построения стиха в жанре палинодии (точнее, псевдопалинодии), то есть самоопровержения. В своём ответе митрополит утверждает христианское мировоззрение, в основе которого лежит принцип свободы воли, ответственности человека за свои поступки и их последствия.
Твоим огнём душа согрета

Отвергла мрак земных сует,

И внемлет арфе Филарета 

В священном ужасе поэт.
Стихи митрополита заинтересовали Пушкина («Стихи христианина, русского епископа в ответ на скептические куплеты! — это, право, большая удача», — писал он Е. Хитрово), и вскоре, в январе 1830 года он, в свою очередь, ответил стихотворением «В часы забав иль праздной скуки», где публично признал правоту митр. Филарета и свою неправоту.
Имеется свидетельство Михаила Деларю, впрочем, не подтверждённое другими современниками Пушкина или автографами самого поэта, что в последней строфе пушкинского ответа должен был фигурировать не серафим, но, собственно, адресат стихотворного послания. Литературоведы спорят о подлинности и законченности этого варианта, в то время как церковные публицисты уверенно цитируют этот фрагмент как подлинный текст Пушкина.
Ряд исследователей, начиная с Дмитрия Благого, в их число входит и Валентин Непомнящий, видят в ответе Филарета продолжение самой жизнью сюжета об Иове, роль которого «примерил» на себя Пушкин. С этой точки зрения митрополит взял на себя роль Божьего «гласа из бури», ответившего на упование Иова и вернувшего ему потерянное на жизненном пути. Можно увидеть отсылки к Книге Иова и в самом ответе Пушкина Филарету.
К подобной оценке примыкает внутрицерковная традиция оценки послания Филарета как спасительной акции. В современной Русской православной церкви её, в частности, представляют протоиерей Максим Козлов или архиепископ Иларион (Троицкий). Известна икона современного изографа Зинона, на которой изображён святитель Филарет, наставляющий сидящего напротив него Пушкина. Подобный сюжет изображён и на одной из икон в московском храме иконы Божией Матери «Всех скорбящих Радость». Это один из ряда житийных эпизодов находящейся там иконы святителя Филарета.